# A Melhor Banda de Todos os Tempos da Última Semana
A Melhor Banda de Todos os Tempos da Última Semana é o décimo primeiro álbum de estúdio da banda brasileira de rock Titãs, lançado em 2001. É o primeiro disco do grupo totalmente composto de canções inéditas desde Domingo (1995), o primeiro e único pela Abril Music, o primeiro sem o guitarrista e fundador Marcelo Fromer, morto a poucos dias do início das gravações e a quem o trabalho é dedicado, o último com o baixista, vocalista e violonista Nando Reis e o último disco de estúdio da banda produzido por Jack Endino.
A morte de Marcelo fez a banda considerar adiar a gravação do disco e até mesmo encerrar suas atividades, mas o então sexteto decidiu seguir em frente, deduzindo ser esse o desejo do guitarrista caso estivesse vivo. Enquanto que o título do álbum é uma crítica a listas "superficiais" montadas pela imprensa musical, as letras das faixas tratam de temas diversos, incluindo a morte, embora estas tenham sido concebidas antes do músico ter morrido.
O álbum foi escrito em meio a uma pressão por parte de fãs e da crítica, que viram os Titãs lançarem três discos (Acústico MTV, Volume Dois e As Dez Mais) com poucas faixas inéditas e muitas regravações da própria banda e de outros artistas. A Melhor Banda de Todos os Tempos da Última Semana recebeu críticas positivas, mas não vendeu tão bem quanto seus três antecessores, 250 mil cópias.

## Antecedentes
O álbum é o primeiro desde Domingo (1995) a apresentar apenas composições inéditas. Anteriormente, a banda havia lançado três álbuns diferentes, Acústico MTV, álbum ao vivo com versões acústicas de faixas anteriores e algumas inéditas, Volume Dois, álbum de estúdio que deu continuidade ao formato acústico e trouxe mais faixas inéditas, e As Dez Mais, um álbum de tributo. Conquanto Nando tenha afirmado que o grupo não notou esse intervalo apontado por muitos, o vocalista Branco Mello e o também vocalista e tecladista Sérgio Britto consideraram o período como sendo de grande experiência. Os Titãs passavam a enfrentar pressão da crítica por conta do período sem novidades, especialmente porque três membros (Sérgio, Nando e o vocalista Paulo Miklos) haviam lançado trabalhos solo no período (respectivamente: A Minha Cara, Para Quando o Arco-Íris Encontrar o Pote de Ouro e Vou Ser Feliz e Já Volto). Por isso, alguns membros consideraram o disco como a única escolha que tinham e também como uma reestreia.
Segundo Alexandre Negado, do site Omelete, a banda chegou a anunciar a participação de um DJ no álbum, inaugurando assim um direcionamento eletrônico, mas a ideia foi descartada.
A poucos dias de começarem as gravações, no dia 11 de junho de 2001, o guitarrista Marcelo Fromer foi atropelado por um motociclista em São Paulo e internado em estado grave, vindo a morrer dois dias depois. Em vez de interromper as atividades, os músicos decidiram prosseguir com o trabalho e gravar o disco no tempo previsto. O baterista Charles Gavin disse na época que "parar seria muito pior para a gente, ficaríamos deprimidos, isolados". Em 2013, na época da morte do cantor Chorão, do Charlie Brown Jr., Branco disse que o grupo decidiu continuar para levar adiante o sonho de Marcelo (e deles mesmos) de ter uma banda de rock.
Comentando o impacto que a morte dele causou durante as gravações, o produtor estadunidense Jack Endino afirmou:
| “ | Nós perdemos o Marcelo no primeiro dia de gravações, o que simplesmente destruiu a todos. Todo o trabalho parou. Parecia que o mundo inteiro havia parado. Mas depois de uma semana os Titãs decidiram que tinham que continuar. A melhor maneira de lidar com a tragédia foi trabalhar muito duro. Era o que Marcelo nos diria para fazer, e todos sabiam disso. Mas foi muito difícil naquelas condições. Para mim, particularmente, uma das razões foi que toquei várias partes de guitarra que eram do Marcelo. As partes mais rock. Eu havia assistido todos os ensaios, sabia as músicas e como o Marcelo as tocava. Foi muito estranho fazer aquilo. Normalmente não gosto de tocar em álbuns que estou produzindo, mas parecia ser algo que eu tinha que fazer. O Tony [Bellotto, guitarrista] não queria tocar as partes do Marcelo. Ele e o Charles me disseram: 'Jack, se havia alguma hora para você tocar conosco, então esta é a hora.' Eles não queriam uma pessoa de fora tocando as partes do Marcelo. (...) Tive que ser muito cuidadoso para que soasse como os Titãs, e não como eu. | ” |

Foi somente após as gravações que a banda absorveu, de fato, a morte do colega. Segundo Paulo, "estávamos tão empenhados em gravar e dar seguimento ao projeto que não pensamos antes. Agora, que nos reencontramos para ensaiar, estamos caindo na real", disse ele em outubro de 2001. Em 2013, ele relembraria aquela época em entrevista, comentando:
| “ | De novo a gente se viu na mesma situação: 'O que fazer agora? Vamos parar. Não, não vamos parar, vamos fazer esse disco que ele fez com a gente. Vamos registrar isso'. A gente entrou em estúdio e foi um momento de união, em que você está ali pelo outro. Foi isso que moveu a gente naquele momento. Hoje é o patrimônio que a gente tem. | ” |

## Produção e gravação
O álbum foi pré-produzido no Estúdio Vinil Junkie, em São Paulo, nos meses de abril e maio de 2001.
Jack participou do álbum inclusive como instrumentista, tocando as partes de guitarra de Marcelo (O músico Emerson Villani, que foi membro de apoio dos Titãs, também gravou algumas partes), e assumindo também o baixo em algumas canções, a pedido de Nando, para que este pudesse focar no violão. A banda até pensou em usar gravações do próprio Marcelo para o álbum, mas elas não tinham qualidade o suficiente.
O produtor também teve de enfrentar outra morte durante os trabalhos: a de seu pai, aos 84 anos. O falecimento o forçou a voltar para Seattle, Estados Unidos, por uma semana. Em seu lugar, ficou Paul Ralphes, que produziu o primeiro álbum solo de Sérgio.
A mixagem ocorreu no Estúdio X em Seattle, entre 16 de agosto e 2 de setembro de 2001, por Jack e pelos Titãs. Já a masterização ocorreu em 4 de setembro de 2001 no Sterling Sound, em Nova Iorque, Estados Unidos. Para esta etapa, Charles viajou à cidade estadunidense - enquanto ele esteve lá, ocorreram os ataques de 11 de setembro de 2001. O álbum foi então finalizado em Seattle por Jack e alguns integrantes da banda.

## Conceito, composição e temática das letras
O nome do álbum, bem como sua faixa-título, são uma brincadeira com as listas de "melhores" que a imprensa e a mídia em geral "empurram pela goela do público abaixo", embora a banda reconheça ser parte disso. É também uma crítica à superficialidade demonstrada pela música na época, uma música feita para ser "consumida"; mas uma crítica proferida de modo "irônico" e "sarcástico".
40 canções foram compostas para o álbum e 16 foram selecionadas para a lista de faixas final. Fromer participou da concepção de cinco delas. Há tanto faixas escritas a várias mãos quanto faixas concebidas por apenas um membro.
Embora algumas letras tratem da morte ("Epitáfio" e "Um Morto de Férias", por exemplo), elas foram todas compostas antes do acidente. Tony Bellotto diz que as faixas eram reflexo do momento vivido por Marcelo na época, "passando por uma crise pessoal, individual. Estava chegando aos 40 anos, eram naturais essas questões". Com efeito, "Um Morto de Férias" foi entendida por Pedro Alexandre Sanches, da Folha de S.Paulo, como uma referência à "crise dos 40". Perguntado sobre uma suposta temática adolescente nas letras, Sérgio respondeu que "sentir-se deslocado, com dificuldades de adaptação ao dia-a-dia, não é um privilégio dos adolescentes. Isso é algo que podemos ter a vida inteira. Você pode ser um pai de família e não se encaixar". A faixa "Daqui Pra Lá" é inspirada na canção "O Homem Que Deve Morrer", composta por Nonato Buzar e escrita por Torquato Neto.
Em termos de sonoridade, alguns críticos viram um resgate dos sons mais pesados do passado da banda. Alexandre, do Omelete, definiu o som do álbum como "pop-rock básico". Enquanto considerou-se que "Um Morto de Férias" e "É Bom Desconfiar" continham toques de pop radiofônico, "Vamos ao Trabalho" flerta com o punk e foi comparada a trabalhos da era  Cabeça Dinossauro. "Eu Não Presto" pega elementos de ska; "Mesmo Sozinho" é uma balada melancólica e faz par com a outra balada do disco, "Isso". "O Mundo É Bão, Sebastião!", escrita por Nando para o então filho mais novo (que tinha 5 anos de idade à época do lançamento do disco), abre com acordes reminiscentes de "Day Tripper", dos The Beatles. "Bananas" foi definida como um "funk-samba-rock" e "mangue beat".
Jack descreveu A Melhor Banda de Todos os Tempos da Última Semana da seguinte forma:
| “ | [O álbum] é um compacto de tudo os que os Titãs podem fazer. Nós o queríamos no som antigo do grupo, soando como uma banda real tocando junta novamente. Charles e eu colocamos as músicas rock soando realmente como rock. Nando e eu trabalhamos mais do que nunca para fazer com que suas músicas funcionassem como músicas dos Titãs. "A Melhor Banda" foi um dos álbuns mais difíceis que já produzi, num ano terrível, mas senti que finalmente fizemos um álbum dos Titãs soando como uma banda de rock novamente. | ” |

## Lançamento e recepção
A Melhor Banda de Todos os Tempos da Última Semana marca o primeiro (e único) lançamento dos Titãs pela Abril Music, que encerraria suas atividades menos de dois anos depois. As primeiras 250 mil cópias do álbum foram vendidas em bancas de jornais em um pacote incluindo uma revista-pôster com histórias, fotonovela, curiosidades e jogos da banda. A ideia partiu do então presidente da gravadora, Marcos Mainardi, com o objetivo de aumentar a disponibilidade do CD e diminuir seu preço. O formato de revista foi adotado para driblar uma lei que proibia a venda de CDs avulsos em bancas de jornais, mas não como brindes de publicações. O preço sugerido para as bancas, na época, era de R$19,90.
Um semana antes do lançamento, 61 mil cópias do álbum foram roubadas de um galpão da empresa responsável pela distribuição dos CDs. Segundo a Abril Music, o prejuízo calculado foi de R$ 1,2 milhão.

### Recepção comercial
O álbum recebeu certificação ouro pela ABPD em 2001, indicando a vendagem de 100 mil cópias de acordo com a certificação válida para a época. Até julho de 2002 o álbum havia atingido a marca de 250 mil cópias vendidas. Foi um desempenho menor do que o da maioria dos lançamentos anteriores dos Titãs.

### Recepção da crítica
| Críticas profissionais | Críticas profissionais |
| Avaliações da crítica  | Avaliações da crítica  |
| Fonte                  | Avaliação              |
| ---------------------- | ---------------------- |
| Allmusic               | [ 16 ]                 |
| ISTOÉ                  | Favorável              |
| Omelete                | Favorável              |
| Folha de S.Paulo       | [ 14 ]                 |
| Jornal do Brasil       | Favorável              |
| Tribuna da Imprensa    | [ 23 ]                 |

A Melhor Banda de Todos os Tempos da Última Semana foi bem recebido pelos críticos profissionais.
Escrevendo para o site Allmusic, Philip Jandovský afirmou que os Titãs conseguiram "manter um padrão surpreendentemente alto de rock", classificando o álbum como sólido, mesmo não o considerando tão inspirado e criativo quanto a fase inicial do grupo, que ele chamou de "uma das mais talentosas e interessantes bandas de rock do Brasil".
Apoenan Rodrigues, da revista ISTOÉ, considerou o disco "divertido" e "irônico a partir do próprio título, (...) Faz o cruzamento entre o pop palatável de trabalhos mais recentes como os projetos acústicos e as toneladas sonoras de Titanomaquia". Ele concluiu dizendo que "a sensatez mesclada ao humor resultou num CD para pais e filhos roqueiros."
Alexandre Nagado, do site Omelete, considerou que as 16 faixas do álbum "mostram um grupo que já se levou a sério demais e que agora tenta retomar o caminho da simplicidade" e concluiu sua análise dizendo que "as letras e melodias passeiam do rock ao brega com uma tranquilidade que vai enfurecer os críticos radicais que vivem dizendo que os Titãs não são mais os mesmos ou que aquilo que fazem é pop descartável e comercial e não rock puro."
Adilson Pereira, do Jornal do Brasil, afirmou que o álbum era uma "espécie de novo Cabeça Dinossauro", citando a sonoridade punk rock de algumas faixas como um diferencial. Segundo ele, Paulo Miklos, Nando Reis e Sérgio Britto são os destaques do álbum. Ele concluiu dizendo que "Até Marcelo Fromer, esteja onde estiver, deve estar emocionado, já que o disco é dedicado a ele"
Tatiana Tavares, da Tribuna da Imprensa, afirmou que as 16 faixas do álbum "não apelam para a mesmice do som mais acústico e trazem de volta até um pouco do peso que marcou a carreira do grupo no início dos anos 90."
Pedro Alexandre Sanches, da Folha de S.Paulo entendeu que as letras fazem desde autocríticas até referências à chamada "crise dos 40", e concluiu dizendo: "para os que havíamos nos esquecido [sic] disso, os Titãs ainda são cheios de fazer música aberta, inédita e criativa." Num comentário geral da discografia dos Titãs, Cleber Facchi, do site Miojo Indie, disse que "boa parte do disco funde o lado comercial do grupo com o sarcasmo assumido desde a década de 1980."

## Faixas
| N.º | Título | Compositor(es)                            | Vocal principal | Duração |  |
| 1.  | "Vamos ao Trabalho"                                                                                                   | Paulo Miklos                              | Miklos          | 1:52    |  |
| 2.  | "A Melhor Banda de Todos os Tempos da Última Semana"                                                                  | Sérgio Britto, Branco Mello               | Mello           | 3:05    |  |
| 3.  | "O Mundo É Bão, Sebastião!"                                                                                           | Nando Reis                                | Reis            | 4:15    |  |
| 4.  | "Bom Gosto" | Marcelo Fromer, Tony Bellotto, Britto     | Britto          | 2:37    |  |
| 5.  | "Um Morto de Férias"                                                                                                  | Fromer, Bellotto, Britto                  | Mello           | 3:21    |  |
| 6.  | "Epitáfio" | Britto                                    | Britto          | 2:56    |  |
| 7.  | "É Bom Desconfiar" | Reis                                      | Reis            | 3:26    |  |
| 8.  | "Não Fuja da Dor" | Fromer, Charles Gavin, Mello, Bellotto    | Mello           | 3:34    |  |
| 9.  | "Daqui pra Lá" | Britto, Torquato Neto                     | Britto          | 3:23    |  |
| 10. | "Isso" | Bellotto                                  | Miklos          | 2:40    |  |
| 11. | "Eu Não Presto" | Mello, Ciro Pessoa                        | Mello           | 2:28    |  |
| 12. | "Mundo Cão" | Britto                                    | Britto          | 2:59    |  |
| 13. | "Mesmo Sozinho" | Reis                                      | Reis            | 4:29    |  |
| 14. | "Bananas" (Contém a citação de um trecho de uma fala do personagem D. Porfírio Diaz, do filme Terra em Transe (1967)) | Britto, Miklos, Gavin                     | Miklos          | 4:22    |  |
| 15. | "Alma Lavada" | Fromer, Gavin, Mello, Bellotto, Britto    | Mello           | 2:32    |  |
| 16. | "Cuidado com Você" | Fromer, Miklos, Bellotto, Arnaldo Antunes | Miklos          | 2:32    |  |

## Créditos
Os créditos estão de acordo com o encarte. A relação de vocalista principal por faixa já se encontra na seção acima.
| - Titãs - palmas na faixa 2 - Branco Mello - vocais principais nas faixas 2, 5, 8, 11 e 15; vocais de apoio nas faixas 1, 5, 10, 15 e 16 - Paulo Miklos - vocais principais nas faixas 1, 10, 14 e 16; vocais de apoio em todas as faixas exceto 7, 10, 15 e 16; gaita na faixa 2; flauta na faixa 7; violão na faixa 14 - Nando Reis - vocais principais nas faixas 3, 7 e 13; vocais de apoio nas faixas 3, 7 e 13; baixo em todas as faixas exceto 6-8 e 11; violão nas faixas 3, 7, 8, 13 e 14; vaso e cinzeiro na faixa 7 - Sérgio Britto - vocais principais nas faixas 4, 6, 9 e 12; vocais de apoio em todas as faixas exceto 6, 7 e 11-13; teclado na faixa 1; Fender Rhodes nas faixas 3, 5, 6, 13 e 14; Hammond nas faixas 4, 7 e 10; vírus nas faixas 5, 8 e 9; clavinet na faixa 7; Mellotron na faixa 9; piano na faixa 16 - Tony Bellotto - guitarra em todas as faixas exceto 2-4, 6, 9, 12 e 14; violão nas faixas 1, 5 e 10; guitarra de seis e de 12 cordas nas faixas 2, 3, 6 e 9 (nesta, apenas a de 12); guitarra wah wah nas faixas 4, 12 e 14; slide nas faixas 9 e 15 - Charles Gavin - bateria em todas as faixas; pandeiro nas faixas 3 e 16; loops nas faixas 5, 6, 13 e 14; percussão na faixa 12; técnico de som - Cecília Spyer e Jurema Cândia - vocais de apoio na faixa 12 - Jack Endino - guitarra nas faixas 1-6, 15 e 16; baixo nas faixas 6-8 - Liminha - guitarra e baixo na faixa 11 - Armando Marçal - percussão nas faixas 2, 4, 7-9, 13, 14 e 16 - Paul Ralphes - palmas na faixa 2 |